# Esther Fadul
Esther Mercedes Fadul de Sobrino, más conocida por su nombre de soltera, Esther Fadul (Ushuaia, Tierra del Fuego, 13 de diciembre de 1915-Ushuaia, Tierra del Fuego, 31 de agosto de 2011), fue una dirigente política argentina del peronismo. Fue la primera representante electa del Territorio Nacional de la Tierra del Fuego en el estado federal, resultando elegida tres veces ante la Cámara de Diputados de la Nación Argentina, dos de ellas como diputada nacional, siendo en estos dos últimos casos derrocada por golpes de estado militares. Es una de las personas que actuaron decisivamente para la creación de la Provincia de Tierra del Fuego, Antártida e Islas del Atlántico Sur.
Fundó el Partido Justicialista en Tierra del Fuego. Ha sido designada ciudadana ilustre de las ciudades de Ushuaia y Río Grande, en Tierra del Fuego, y recibió el Premio Domingo Faustino Sarmiento que entrega el Senado de la Nación Argentina. El centro cultural "La Oca" de Ushuaia lleva su nombre. Debido a su origen patagónico, Juan Domingo Perón y Eva Perón le habían puesto el sobrenombre de "Pingüina".

## Biografía
Nació en Ushuaia el 13 de diciembre de 1915 en el seno de una familia de origen libanés y cristiano, siendo sus padres Barcleit Fadul y María Amado. La casa en la que nació es conocida como "la Rosadita", y reconocida como parte del patrimonio cultural fueguino, mientras que el almacén de ramos generales propiedad de su padre es uno de los únicos tres establecimientos comerciales listados en la Guía Assalam del Comercio Sirio-libanés de 1927-1928 en el entonces Territorio Nacional de Tierra del Fuego. Fadul tenía título de profesora de música y estudió periodismo, aunque se dedicaba a la asistencia social, principalmente a mujeres.
Se relacionó con el peronismo en 1948, a través de los Campeonatos Evita, al ser designada por Eva Perón, sin conocerla, delegada de Tierra del Fuego en dichas competencias.
En las elecciones legislativas de 1951, primeras elecciones ordinarias argentinas en las que las mujeres pudieron votar y ser votadas, fue elegida representante de Tierra del Fuego en la Cámara de Diputados de la Nación Argentina, convirtiéndose así en el primer fueguino en ser electo para un cargo federal. También fueron elegidas otras 26 mujeres a la Cámara, de las cuales tres (entre ellas Fadul) representaron a territorios nacionales.
Allí se desempeñó como presidenta de la Comisión de Territorios Nacionales, en una época en que la Argentina solo tenía 14 provincias y 10 territorios nacionales. Desde ese cargo, Esther Fadul, jugó un papel decisivo en el proceso de provincialización de los territorios nacionales, iniciado con la sanción de la ley N.º 14 037 que creó las provincias de La Pampa y Chaco. A raíz de un pedido de Perón, había hecho un proyecto para que las provincias que tuvieran de 50 a 70 mil habitantes dejaran de ser territorios y pasaran a ser provincias.
En 1954 fue elegida diputada nacional, siendo derrocada por el golpe de Estado que instauró la dictadura surgida tras el golpe de Estado de septiembre de 1955, tras lo cual fue detenida por razones políticas. Al ser liberada y ante constantes amenazas a su integridad física y allanamientos policiales decide exiliarse en Valdivia (Chile). En 1973 volvió a ser elegida diputada nacional por Tierra del Fuego, volviendo a ser derrocada por el golpe militar de 1976.
Como diputada nacional, se caracterizó por su capacidad de iniciativa, presentando más de 300 proyectos de ley, entre ellos el arribo de Aerolíneas Argentinas a Tierra del Fuego, el establecimiento de una escuela bilingüe en las Islas Malvinas, la jubilación para las amas de casa y la equiparación de los sueldos de la policía de Tierra del Fuego con el resto del país, convertidos en ley.
Falleció el 31 de agosto de 2011, a los 95 años de edad, a causa de una complicación postoperatoria.

## Relaciones familiares
Liliana "Chispita" Fadul, política del Partido Federal Fueguino (PPF) y diputada nacional, es sobrina de Esther Fadul.